# Naves (Allier)
Naves – miejscowość i gmina we Francji, w regionie Owernia-Rodan-Alpy, w departamencie Allier.

## Demografia
Według danych na rok 1990 gminę zamieszkiwało 108 osób, a gęstość zaludnienia wynosiła 13 osób/km². W styczniu 2015 r. Naves zamieszkiwało 118 osób, przy gęstości zaludnienia wynoszącej 14,2 osób/km².